# شهرستان برکینریج (کنتاکی)
شهرستان برکینریج، کنتاکی (به انگلیسی: Breckinridge County, Kentucky) یک سکونتگاه مسکونی در ایالات متحده آمریکا است که در کنتاکی واقع شده‌است.